# Lapan Space Center
Koordinaten: 7° 38′ 47″ S, 107° 41′ 17,5″ O
Das Lapan Space Center ist ein Raketenstartplatz in der indonesischen Provinz Jawa Barat, nahe Pameungpeuk.
Am 7., 11. und 17. August 1965 starteten im Auftrag des japanischen Instituts für Weltraumforschung ISAS drei Raketen des Typs Kappa 8 von der Raketenabschussbasis.
Von dem Center wurden zwischen 1987 und 2009 indonesische Höhenforschungsraketen der Typen RX-250, RX-320 und RX-420 gestartet.